# أحمد سلطان
أحمد سلطان (من مواليد 17 يونيو 1979) في مدينة تارودانت، بالمغرب هو فنان مغربي شامل فهو كاتب أغاني وموزع وملحن ومخرج فيديو كليبات ومنتج أغاني ورجل أعمال ومغني مغربي يتقن العزف على ألة القيثارة وٱكتسب خبرة في عدة ألات أخرى كالطبلة والأورغ، يعد أحد أبرز ريادي الموجة الثقافية الحضرية النايضة التي ميزت الراب المغربي أنذاك منذ بداياته الأولى.
تأثر سلطان بموسيقى ريذم أند بلوز وموسيقى السول الأمريكية الشعبية المنشقة عنها ذات الأصول الأفريقية، التي كانت مسيطرة في الولايات المتحدة منذ نشأتها في الخمسينات وتطورها أوائل الستينات، وهو ما ميز أسلوبه وجعله يصنع نوعاً موسيقيا منفرداً يميزه من خلال مزجه بين جذوره الأمازيغية وبلده العربية وأصوله الإفريقية ومكتسباته اللغوية المتقنة للغتين الفرنسية والإنجليزية في خليط محكم وجديد يسميه الأفرو-عربي.
بفضل موسيقي السول الأفروعربية التي ٱختارها أصدر أول ألبوم له بعنوان تسامح  سنة 2006 خاصة أغنية يا سلام رفقة مجموعة أفروديزياك الفرنسية التي شملت اللغتين للفرنسية والعربية والتي حقق بفضلها شهرة وطنية واسعة، ورفعته في مصاف حاملي شعلة موجة الراب المغربي والموسيقي الشبابية بالمغرب. لتتوالى نجاحاته بأغاني أخرى مثل أشكيد  رفقة مجموعة أفروديزياك والتي كانت باللغتين الأمازيغية والفرنسية، نتي وأنا ، كلنا فحال فحال، نايضة مع ستيف راغا مان، جوكو...
في عام 2012 فاز أحمد سلطان بعد ترشيحه في جوائز الموسيقى الأوروبية MTV بفرانكفورت ، عن فئة «أفضل فنان في الشرق الأوسط» وفئة «أفضل فنان في منطقة الشرق الأوسط وأفريقيا والهند»  بجائزتين عن هاتين الفئتين مقابل ترشيح عن فئة «أفضل فنان على الصعيد العالمي»، وفي عام 2013، فاز بجائزة «أفضل فنان بوب» في حفل جوائز ميديتيل موروكو ميوزيك أووردز، وفي نفس السنة فاز في جوائز الموسيقى الأوروبية MTV بأمستردام، عن فئة «أفضل فنان في شمال أفريقيا والشرق الأوسط» وفئة «أفضل فنان في منطقة الشرق الأوسط وأفريقيا والهند» مقابل ترشيح عن فئة «أفضل فنان على الصعيد العالمي» ، كما وشح بوسام المكافأة الوطنية من درجة فارس   عن مجمل أعماله من قبل ملك المغرب محمد السادس بن الحسن خلال ٱحتفالات عيد الشباب سنة 2015.

## أهم أعماله
حلوة الدنيا سكر
- أشكيد
- يا سلام
- كلشي صاڤا
- Ana o Rassi
- TJR مع دون بيغ
- نتي وأنا
- كلنا بحال بحال
- Joko

## روابط خارجية
- أحمد سلطان على موقع ميوزك برينز (الإنجليزية)
- أحمد سلطان على موقع ديسكوغز (الإنجليزية)